# Премія НАН України імені О. І. Бродського
Пре́мія і́мені Олекса́ндра Ілліча́ Бро́дського — премія, встановлена НАН України за видатні наукові роботи в галузі теорії хімічної будови, кінетики та реакційної здатності.
Премію засновано 20 липня 1997 року та названо на честь видатного українського фізико-хіміка, академіка АН УРСР, члена-кореспондента АН СРСР, директора Інституту фізичної хімії АН УРСР (з 1939 року) Олександра Ілліча Бродського.
Починаючи з 2007 року Премія імені О. І. Бродського присуджується Відділенням хімії НАН України з циклічністю 3 роки. В перший рік Відділення хімії НАН України присуджує премію імені А. І. Кіпріанова, в другий — Л. В. Писаржевського, в третій — О. І. Бродського.

## Лауреати премії
| Рік  | Тема | Лауреати                          | Коротко про лауреата |
| ---- | --- | --------------------------------- | --- |
| 1998 | Цикл наукових праць «Будова, реакційна здатність, спектральні та електрохімічні властивості гетероатомних моно- і полі- іон-радикалів» | Кошечко В'ячеслав Григорович      | Академік НАН України (фізична хімія), професор, доктор хімічних наук, віце-президент Національної академії наук України                                         |
| 1998 | Цикл наукових праць «Будова, реакційна здатність, спектральні та електрохімічні властивості гетероатомних моно- і полі- іон-радикалів» | Походенко Віталій Дмитрович       | Академік НАН України (фізична хімія), професор, доктор хімічних наук Національної академії наук України, член Президії НАН України                              |
| 2000 | Цикл наукових праць «Хімічна будова і реакційна здатність комплексів в неводних і змішаних середовищах»                                | Волков Сергій Васильович          | Академік НАН України (хімія), професор, доктор хімічних наук,                                                                                                   |
| 2002 | Цикл наукових праць «Супернуклеофільні системи для розщеплення екотоксикантів — нейротоксинів»                                         | Попов Анатолій Федорович          | Академік НАН України, доктор хімічних наук, директор Інституту фізико-органічної хімії і вуглехімії НАН України                                                 |
| 2002 | Цикл наукових праць «Супернуклеофільні системи для розщеплення екотоксикантів — нейротоксинів»                                         | Савьолова Віра Андріївна          | професор, доктор хімічних наук, Інститут фізико-органічної хімії та вуглехімії імені Л. М. Литвиненка НАН України                                               |
| 2002 | Цикл наукових праць «Супернуклеофільні системи для розщеплення екотоксикантів — нейротоксинів»                                         | Сіманенко Ю. С.                   | Інститут фізико-органічної хімії та вуглехімії імені Л. М. Литвиненка НАН України                                                                               |
| 2004 | Цикл наукових праць «Кінетика і механізми рідиннофазових реакцій окиснення та озонування»                                              | Гончарук Владислав Володимирович  | академік НАН України, доктор хімічних наук, директор Інституту колоїдної хімії та хімії води імені А. В. Думанського НАН України                                |
| 2004 | Цикл наукових праць «Кінетика і механізми рідиннофазових реакцій окиснення та озонування»                                              | Ковтун Григорій Олександрович     | доктор хімічних наук, професор, член-кореспондент НАН України (фізична хімія)                                                                                   |
| 2006 | Цикл наукових праць «Медична хімія нанодисперсного кремнезему»                                                                         | Чуйко Олексій Олексійович         | Академік НАН України, доктор хімічних наук, директор Інституту хімії поверхні ім. О. О. Чуйка НАН України з 1986 до 2006 року                                   |
| 2006 | Цикл наукових праць «Медична хімія нанодисперсного кремнезему»                                                                         | Покровський Валерій Олександрович | доктор фізико-математичних наук, (Фізика приладів, елементів і систем) професор, провідний науковий співробітник Інституту хімії поверхні ім. О. О. Чуйка       |
| 2006 | Цикл наукових праць «Медична хімія нанодисперсного кремнезему»                                                                         | Погорєлий Валерій Костянтинович   | професор, доктор хімічних наук, Інститут хімії поверхні ім. О. О. Чуйка НАН України                                                                             |
| 2009 | Цикл наукових праць «Гетероатоми в хімії активованого вугілля»                                                                         | Стрелко Володимир Васильович      | Академік НАН України (хімія адсорбентів і адсорбція), професор, доктор хімічних наук, радник при дирекції Інституту сорбції та проблем ендоекології НАН України |
| 2012 | цикл праць «Механізми окислення вуглеводнів і тіоефірів активованими формами пероксиду водню й радикалами OH»                          | Рудаков Єлисей Сергійович         | член-кореспондент НАН України, старший науковий співробітник Інституту фізико-органічної хімії і вуглехімії НАН України                                         |
| 2012 | цикл праць «Механізми окислення вуглеводнів і тіоефірів активованими формами пероксиду водню й радикалами OH»                          | Лобачов Володимир Леонідович      | доктор хімічних наук, в. о. завідувача відділу Інституту фізико-органічної хімії і вуглехімії НАН України                                                       |
| 2012 | цикл праць «Механізми окислення вуглеводнів і тіоефірів активованими формами пероксиду водню й радикалами OH»                          | Литвиненко Сергій Леонідович      | кандидат хімічних наук, старший науковий співробітник Інституту фізико-органічної хімії і вуглехімії НАН України                                                |
| 2015 | Цикл праць «Будова, реакційна здатність і функціональні властивості поліядерних комплексів і нанокомпозитів на їхоснові»               | Камалов Герберт Леонович          | академік НАН України, завідувач відділу Фізико-хімічного інституту імені О. В. Богатського НАН України                                                          |
| 2015 | Цикл праць «Будова, реакційна здатність і функціональні властивості поліядерних комплексів і нанокомпозитів на їхоснові»               | Павліщук Віталій Валентинович     | член-кореспондент НАН України, заступник директора з наукової роботи Інституту фізичної хімії ім. Л. В. Писаржевського                                          |
| 2015 | Цикл праць «Будова, реакційна здатність і функціональні властивості поліядерних комплексів і нанокомпозитів на їхоснові»               | Лампека Ярослав Дмитрович         | доктор хімічних наук, професор, провідний науковий співробітник, Відділ фізико-неорганічної хімії Інституту фізичної хімії ім. Л. В. Писаржевського             |
| 2018 | Цикл праць «Будова і реакційна здатність координаційних сполук металів в електроосадженні та електрокаталізі»                          | Кублановський Валерій Семенович   | доктор технічних наук, завідувач відділу Інституту загальної та неорганічної хімії ім. В. І. Вернадського НАН України                                           |
| 2018 | Цикл праць «Будова і реакційна здатність координаційних сполук металів в електроосадженні та електрокаталізі»                          | Берсірова Оксана Леонідівна       | доктор хімічних наук, провідний науковий співробітник Інституту загальної та неорганічної хімії ім. В. І. Вернадського НАН України                              |
| 2018 | Цикл праць «Будова і реакційна здатність координаційних сполук металів в електроосадженні та електрокаталізі»                          | Пірський Юрій Кузьмич             | доктор хімічних наук, завідувач лабораторії Інституту загальної та неорганічної хімії ім. В. І. Вернадського НАН України                                        |